# Рей (округ, Теннесси)
Округ Рей (англ. Rhea County) располагается в штате Теннесси, США. Официально образован в 1807 году. По состоянию на 2010 год, численность населения составляла 31 809 человек.

## География
По данным Бюро переписи США, общая площадь округа равняется 870,241 км2, из которых 818,441 км2 — суша, и 51,800 км2, или 6,080 % — это водоёмы.

## Население
По данным переписи населения 2000 года в округе проживает 28 400 жителей в составе 11 184 домашних хозяйства и 8 108 семей. Плотность населения составляет 35,00 человек на км2. На территории округа насчитывается 12 565 жилых строений, при плотности застройки около 15,00-ти строений на км2. Расовый состав населения: белые — 95,41 %, афроамериканцы — 2,04 %, коренные американцы (индейцы) — 0,39 %, азиаты — 0,29 %, гавайцы — 0,04 %, представители других рас — 0,75 %, представители двух или более рас — 1,08 %. Испаноязычные составляли 1,67 % населения независимо от расы.
В составе 31,20 % из общего числа домашних хозяйств проживают дети в возрасте до 18 лет, 57,40 % домашних хозяйств представляют собой супружеские пары, проживающие вместе, 11,20 % домашних хозяйств представляют собой одиноких женщин без супруга, 27,50 % домашних хозяйств не имеют отношения к семьям, 23,80 % домашних хозяйств состоят из одного человека, 9,90 % домашних хозяйств состоят из престарелых (65 лет и старше), проживающих в одиночестве. Средний размер домашнего хозяйства составляет 2,46 человека, и средний размер семьи — 2,90 человека.
Возрастной состав округа: 23,70 % — моложе 18 лет, 10,00 % — от 18 до 24, 27,50 % — от 25 до 44, 25,00 % — от 45 до 64, и 25,00 % — от 65 и старше. Средний возраст жителя округа — 37 лет. На каждые 100 женщин приходится 94,30 мужчин. На каждые 100 женщин старше 18 лет приходится 91,70 мужчин.
Средний доход на домохозяйство в округе составлял 30 418 USD, на семью — 35 580 USD. Среднестатистический заработок мужчины был 30 066 USD против 21 063 USD для женщины. Доход на душу населения составлял 15 672 USD. Около 11,40 % семей и 14,70 % общего населения находились ниже черты бедности, в том числе — 19,00 % молодежи (тех, кому ещё не исполнилось 18 лет) и 15,20 % тех, кому было уже больше 65 лет.